# Rottura bilanciata
Nelle verifiche allo stato limite ultimo di una sezione inflessa o pressoinflessa in calcestruzzo armato si parla di rottura bilanciata quando la crisi della stessa si raggiunge per il raggiungimento contemporaneo dell'allungamento delle armature tese εyd corrispondente al valore in cui i tondini raggiungono la tensione di snervamento e dell'accorciamento del calcestruzzo compresso pari al valore massimo previsto dalla normativa εcu (schiacciamento del calcestruzzo).

Questo tipo di rottura , che dipende dal tipo di acciaio utilizzato, rappresenta il limite che separa il campo delle rotture fragili da quello delle rotture duttili.